# Edward Harasim
Edward Harasim (ur. 15 października 1936 w Guzówce, zm. 28 września 2022 w Lublinie) – polski polityk, poseł na Sejm PRL VII i VIII kadencji.

## Życiorys
Uzyskał tytuł zawodowy magistra ekonomii w Szkole Głównej Planowania i Statystyki. W 1955 wstąpił do Zjednoczonego Stronnictwa Ludowego. Początkowo pełnił w tej partii różne funkcje na niskim szczeblu. W 1968 został zastępcą przewodniczącego Powiatowej Rady Narodowej w Opolu Lubelskim oraz wiceprezesem Powiatowego Komitetu ZSL, w 1971 wiceprezesem Wojewódzkiego Związku Kółek Rolniczych i członkiem prezydium Wojewódzkiego Komitetu ZSL, a w 1975 prezesem WK ZSL. Był jednocześnie zastępcą przewodniczącego Wojewódzkiej Rady Narodowej oraz Wojewódzkiego Komitetu Frontu Jedności Narodu w Lublinie. W 1976 zasiadł w Naczelnym Komitecie ZSL i uzyskał mandat posła na Sejm PRL VII kadencji w okręgu Puławy, a w 1980 poselską reelekcję w tym samym okręgu. Podczas obydwu kadencji zasiadał w Komisji Komunikacji i Łączności. W okresie III Rzeczypospolitej związał się z Polskim Stronnictwem Ludowym, m.in. kandydował bez powodzenia z jego listy do Sejmiku Województwa Lubelskiego w wyborach w 2006.
W 2015 został prezesem Stowarzyszenia Żołnierzy Batalionów Chłopskich w Lublinie. Zmarł 28 września 2022, został pochowany na cmentarzu komunalnym na Majdanku w Lublinie.

## Odznaczenia
- Krzyż Kawalerski Orderu Odrodzenia Polski
- Złoty Krzyż Zasługi
- Srebrny Krzyż Zasługi
- Medal Komisji Edukacji Narodowej
- Medal 30-lecia Polski Ludowej
- Odznaka 1000-lecia Państwa Polskiego